# ريان هارغريف
ريان هارغريف (بالإنجليزية: Ryan Hargrave)‏ هو لاعب كرة قدم أسترالية أسترالي، ولد في 26 يوليو 1981 في ملبورن في أستراليا.

## وصلات خارجية
- ريان هارغريف على موقع AustralianFootball.com (الإنجليزية)
- ريان هارغريف على موقع AFLtables.com (الإنجليزية)